# Canyon Lake (Californie)
Pour les articles homonymes, voir Canyon Lake.
Canyon Lake est une municipalité située dans le comté de Riverside, dans l'État de Californie. Sa population était de 10 561 habitants au recensement de 2010.
Il s'agit d'une résidence fermée.

## Histoire

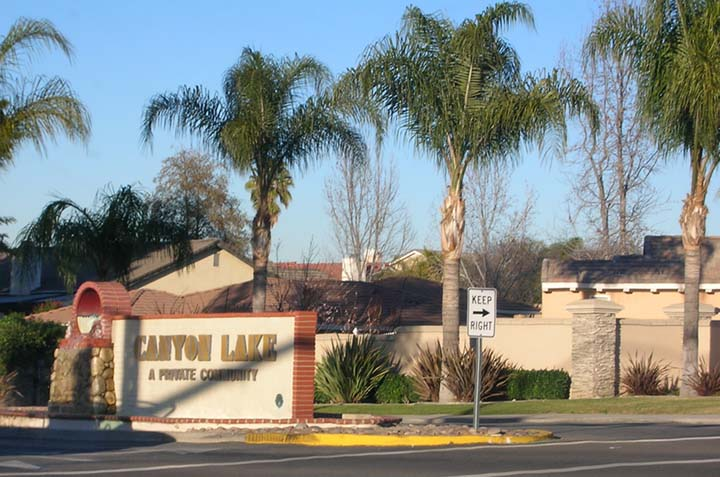
Entrée.

En 1896, l'État cède le site à la Southern Pacific Transportation Company, qui y construit des voies ferrées. Détruites par plusieurs inondations, elles sont remplacées en 1927 par un lac artificiel, après la construction d'un barrage et le rachat des terrains adjacents par la Temescal Water Company, qui prend également possession des parcelles situées au bord du lac. En 1937 y est créé un parc de loisirs, de pêche et de camping. En 1968, un lotissement immobilier est construit, entouré d'une enceinte. Il accueille à l'origine des résidences secondaires. À partir des années 1980, un mouvement de sédentarisation conduit certains propriétaires, désormais à la retraite, à y vivre de façon permanente, tandis que de nouveaux arrivent, attirés par les aménités du lieu, ses équipements (golf, etc.) et son caractère de résidence périurbaine fermée.

## Démographie
| 1980  | 1990  | 2000  | 2010   | - | - |
| ----- | ----- | ----- | ------ | - | - |
| 2 039 | 7 938 | 9 952 | 10 561 | - | - |